# فرد وود (سياسي)
فرد وود (بالإنجليزية: Fred Wood)‏ هو سياسي أمريكي، ولد في 1 ديسمبر 1945 في واشنطن العاصمة في الولايات المتحدة. حزبياً، نشط في الحزب الجمهوري. وقد انتخب عضو مجلس نواب ايداهو.